# Namazio di Vienne
Namazio (486 – Vienne, 17 novembre 559) è stato il XXII vescovo di Vienne. 
Il suo culto come santo, documentato sin dal XV secolo, è stato confermato da papa Pio X nel 1903.

## Biografia
Le notizie biografiche su questo santo provengono dal Liber Episcopalis Viennensis Ecclesiae del vescovo Leodegario (1060) e da un epitaffio in trentatré esametri tramandato da un manoscritto del IX secolo.
Nato nel 486 (consolato di Simmaco) da una famiglia di nobili origini, occupò importanti cariche civili e portò il titolo di patrizio; fu chiamato a succedere a Esichio II (documentato l'ultima volta nel 549) come vescovo di Vienne e morì settantatreenne il 17 novembre del 559 o del 560.
La sua vedova Eufrasia, celebrata in un epitaffio di Venanzio Fortunato, dedicò il resto della sua vita alle opere di carità.
Sepolto inizialmente a sinistra dell'altare degli Apostoli, fu poi trasferito dietro l'altare della basilica di Santa Maria.

## Culto
La sua memoria, ignorata dagli antichi martirologi, iniziò a comparire nei calendari nel XV secolo.
Il suo culto come santo fu confermato da papa Pio X con decreto del 9 dicembre 1903.
Il suo elogio si legge nel martirologio romano al 17 novembre.